# Miraz Bezar

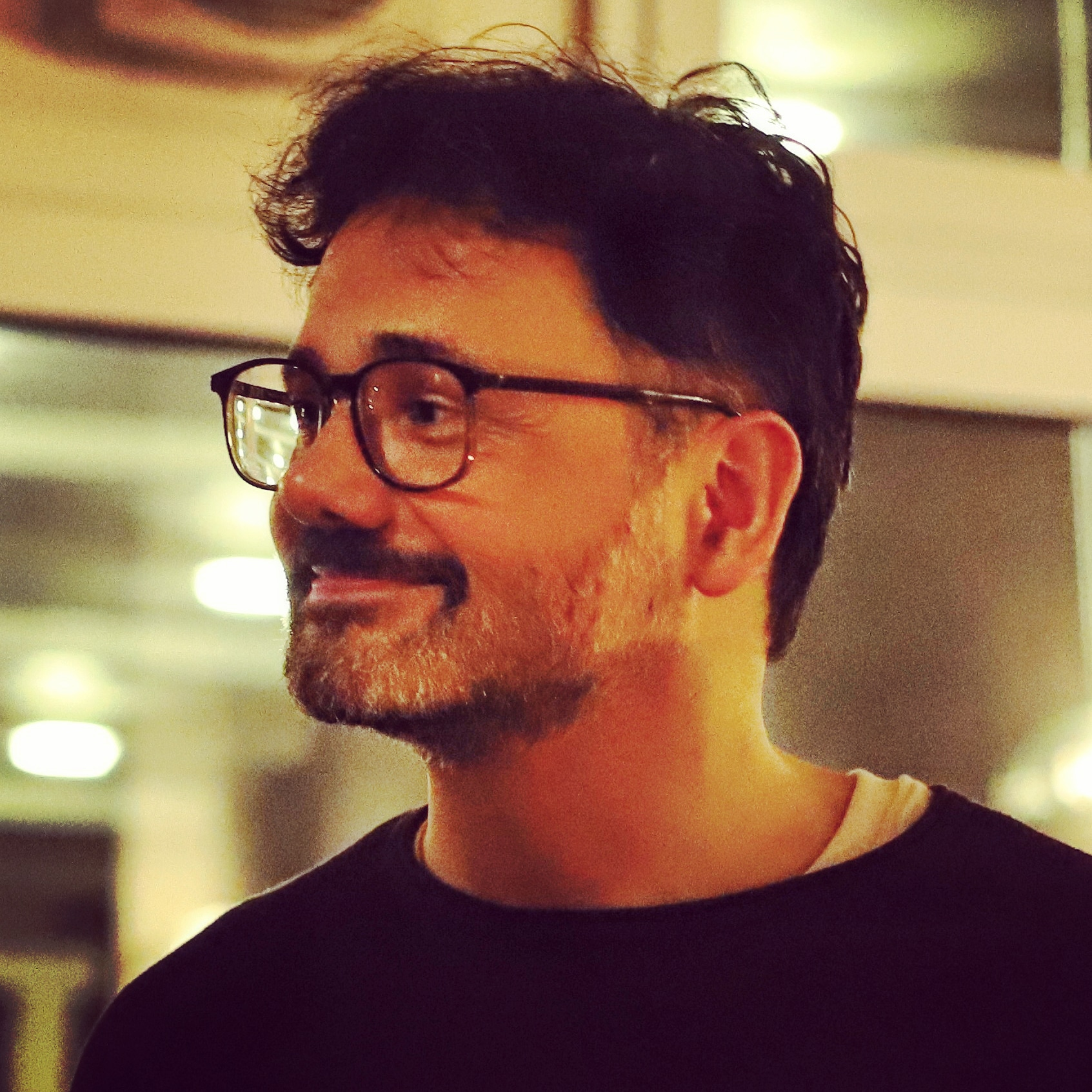
Miraz Bezar (2022)

Miraz Bezar (* 1971 in Ankara, Türkei) ist ein deutsch-kurdischer Filmemacher und Autor. Er ist sowohl für Kurzfilme wie Berivan und Freiwild als auch für Langfilme wie Min dît bekannt und wurde für seine Leistung vielfach ausgezeichnet. Am Theater adaptierte und inszenierte er Werke wie Das Märchen vom letzten Gedanken und §301 – Die beleidigte Nation.

## Leben
Bezar studierte Regie an der Deutschen Film- und Fernsehakademie Berlin (DFFB) und machte sich in Deutschland zunächst mit Kurzfilmen einen Namen. Sein Film Berivan nach eigenem Drehbuch lief im Wettbewerb der Kurzfilmtage Oberhausen. 'Fern gewann den IFSAK Kurzfilmpreis in Istanbul und Freiwild lief im Wettbewerb des Worldfilmfestival in Montreal. Sein bisher letzter Kurzfilm 'Nicht zu früh, nicht zu spät feierte seine Premiere auf den Filmfestspielen in Cannes.
Im Theaterbereich arbeitet Bezar seit 2008 mit dem Theater Ballhaus Naunynstraße und dem Maxim Gorki Theater zusammen. 2009 adaptierte er den Roman Das Märchen vom letzten Gedanken nach Edgar Hilsenrath und 2012 das Stück §301 – Die beleidigte Nation über die Ermordung des armenischen Journalisten Hrant Dink. 2014 folgte die Komödie Vorhaut. Neben der Regie war Bezar hierbei jeweils auch als Autor verantwortlich.
2009 produzierte Bezar seinen ersten Langfilm Min dît, der am 22. September 2009 auf dem Filmfestival San Sebastián seine Weltpremiere feierte. Dort lief der Film im Wettbewerb um den New Directors Award und gewann den Gaztea Youth Award. Im darauf folgenden Wettbewerb des Filmfestivals in Gent erhielt er den Special Jury Award. Die Deutschlandpremiere fand auf dem 17. Filmfest Hamburg statt, wo der Film unter dem Titel Before my Eyes angekündigt war. Hier erhielt er den Young Talent Award. Zudem wurde er als erster kurdischsprachiger Film in den nationalen Wettbewerb des Antalya Altın Portakal Film Festivali eingeladen, dem wichtigsten Filmfestival der Türkei. Hier erhielt Min Dît einen Preis für das beste Drehbuch. Auf dem im März stattfindenden Filmfestival Türkei/Deutschland in Nürnberg gewann Min dît den Publikumspreis. Darüber hinaus wurde die Schauspielerin Senay Orak mit einem Förderpreis ausgezeichnet. Auf dem Filmfestival in Istanbul wurde er gleich mit drei Preisen ausgezeichnet. Für beste Regie, beste Hauptdarstellerin (Senay Orak) und beste Musik (Mustafa Biber). Zuletzt gewann der Film den Hauptpreis beim Mediterranen Filmfestival in Rom und zwei Hauptpreise auf dem Filmfestival in Poznań. Als Co-Produzent des kurdisch- und türkischsprachigen Dramas fungierte Fatih Akın. Zudem wurde Miraz Bezar als Drehbuchautor von Min dît für den Deutschen Filmpreis 2011 nominiert.
2015 erhielt Miraz Bezar das Stipendium der Kulturakademie Tarabya in Istanbul.